# 盤渓山
盤渓山（ばんけいざん）は北海道札幌市中央区盤渓に所在する山。標高604メートル。
国土地理院の地形図には名前が記載されておらず、標高にちなんでロクマルヨン高地と呼ばれたこともあった。「盤渓山」の名は、山麓にある妙福寺の山号に由来する。
北海道道82号西野真駒内清田線の旧道から妙福寺に続く細道をたどり、盤渓市民の森入り口をさらに350メートル過ぎた所から登山道が始まる。かつては妙福寺から直接登る道もあったという。
山頂の北東部が切れ落ちているため、札幌の市街地を一望できる。

## ギャラリー

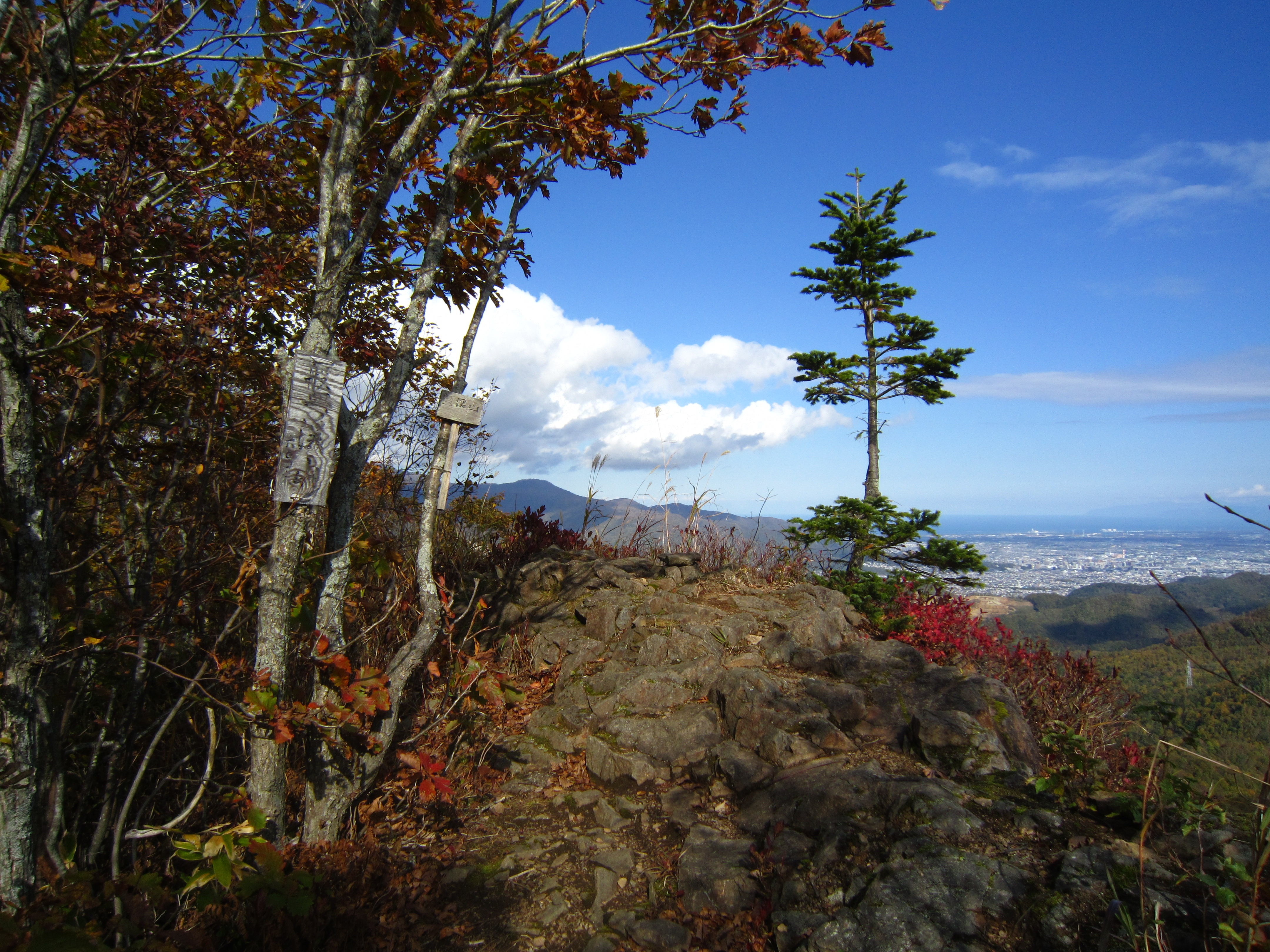
山頂
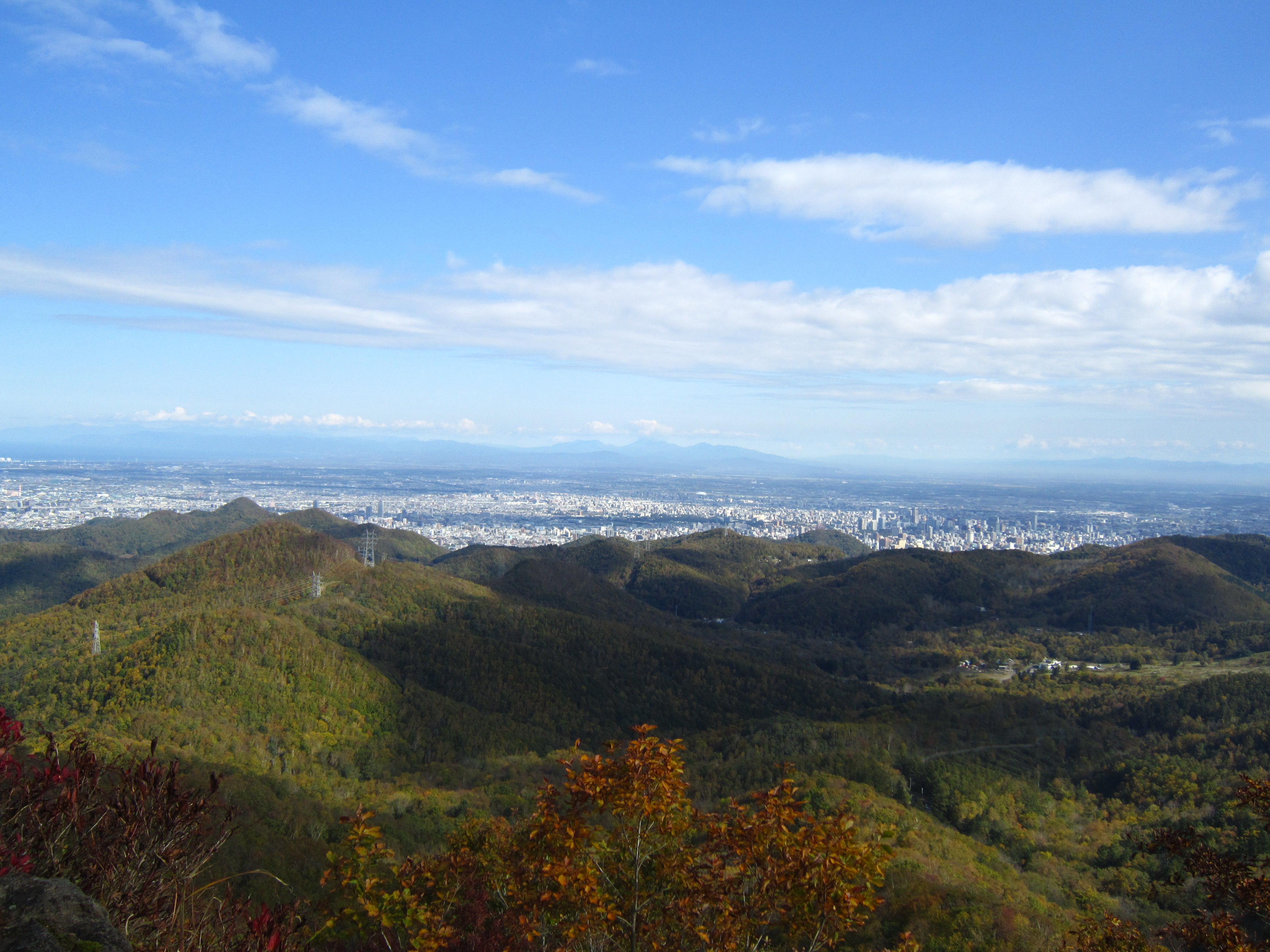
山頂からの眺め
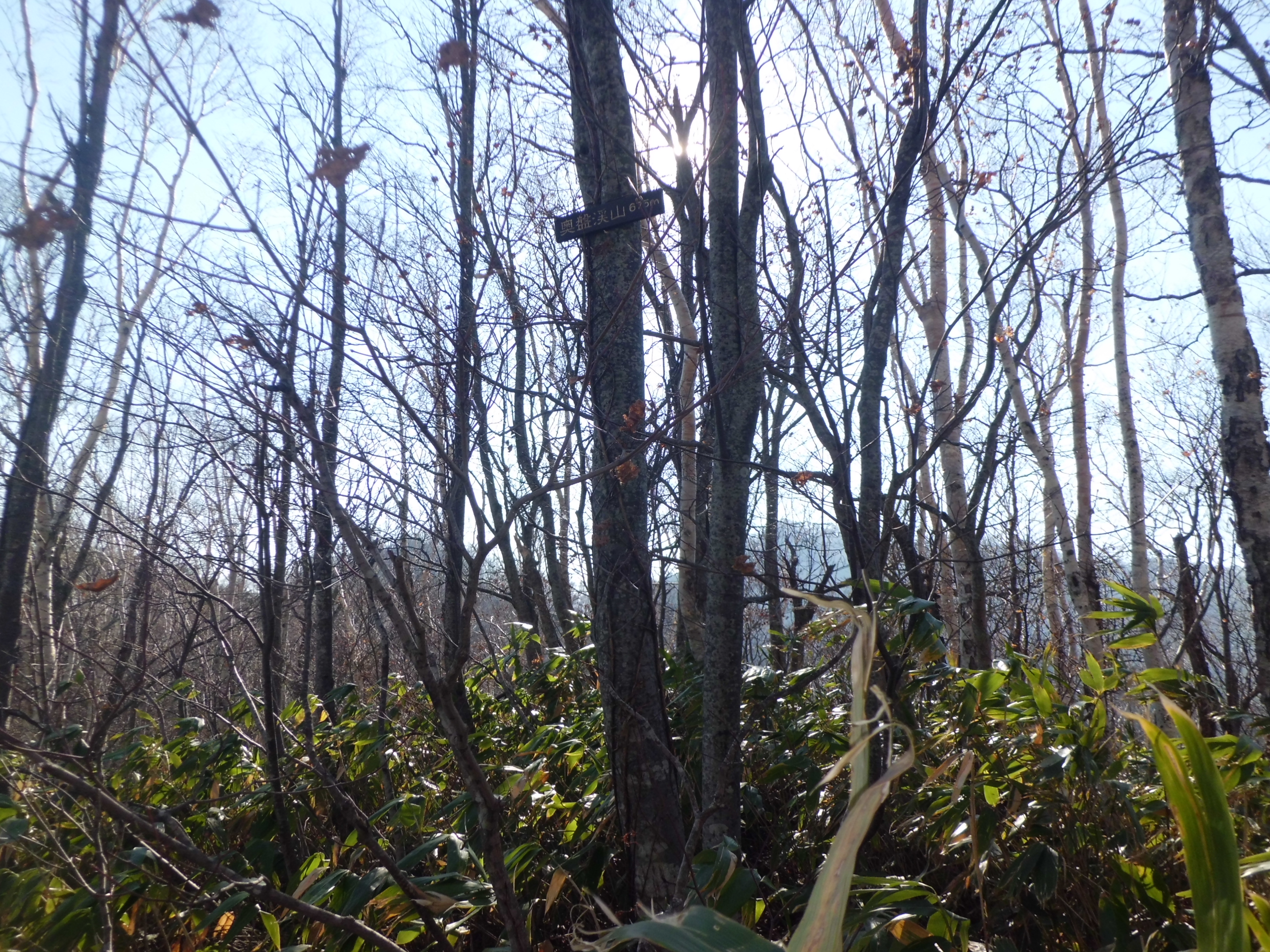
南西に隣接する奥盤渓山の山頂